# Jurgis Šlapelis

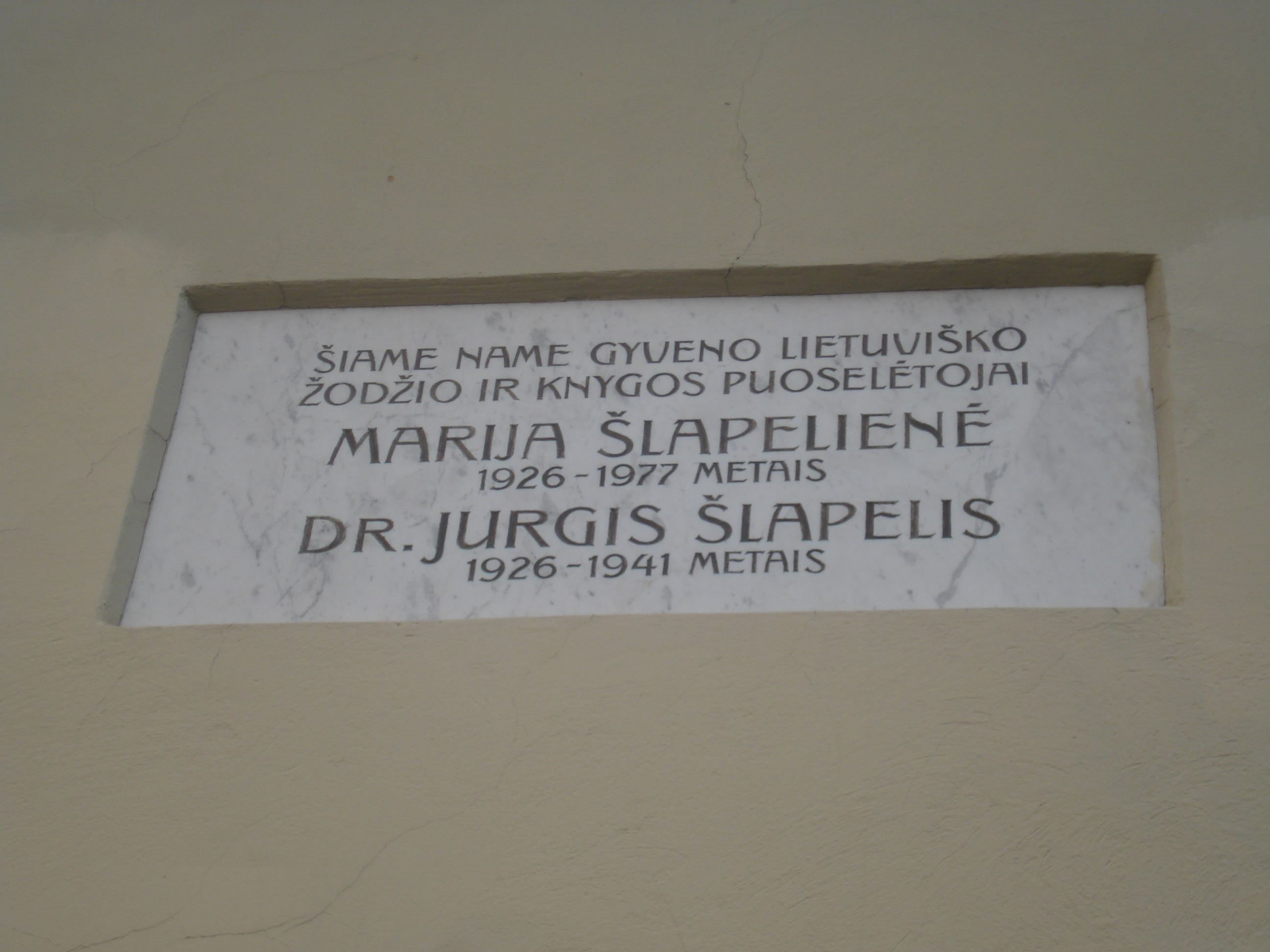
Tablica pamiątkowa ku czci Jurgisa i Marii Šlapelisów przy ul. Pilies 40 w Wilnie

Jurgis Šlapelis (ur. 18 kwietnia 1876 w Galszyszkach koło Kupiszek, zm. 7 marca 1941 w Wilnie) – litewski językoznawca, działacz społeczny, pedagog, radny miasta Wilna.

## Życiorys
Uczył się w gimnazjum w Mitawie, jednak maturę zdał eksternistycznie w Petersburgu. Studiował medycynę na Uniwersytecie Moskiewskim, który ukończył w 1906.
Od 1904 mieszkał wraz z żoną Marią Piasecką w Wilnie, gdzie dwa lata później założyli pierwszą w mieście księgarnię litewską przy ul. Dominikańskiej. Angażował się politycznie jako członek Litewskiej Partii Socjaldemokratycznej. W 1905 znalazł się wśród organizatorów Wielkiego Sejmu Wileńskiego.
W czasie I wojny światowej walczył w armii rosyjskiej. Po powrocie do Wilna w 1921 nauczał w lokalnym gimnazjum Witolda Wielkiego łaciny, języka litewskiego i historii (do 1932). W wyborach samorządowych z 1927 startował z listy litewskiej, która uzyskała w mieście 1012 głosów. Został wybrany radnym Wilna jako jedyny przedstawiciel społeczności litewskiej. W 1938 wydał w Wilnie słownik polsko-litewski Kirčiuotas lenkiškas lietuvių kalbos žodynas. Zmarł w 1941, został pochowany na cmentarzu Na Rossie.